# Duvigneaudia
Duvigneaudia é um género botânico pertencente à família Euphorbiaceae.

## Espécies
- Duvigneaudia inopinata
- Duvigneaudia leonardii

## Nome e referências
Duvigneaudia J.Léonard